# Eleochóri (Rínglia, Messénie)
 (mai 2025).
Pour les articles homonymes, voir Eleochóri.
Eleochóri (grec moderne : Ελαιοχώρι) est une localité située dans le dème du Magne-Occidental, dans le district régional de Messénie, dans la périphérie du Péloponnèse, en Grèce.
Selon le recensement de 2021, elle compte 12 habitants.